# Praveen Kumar (Leichtathlet)
Praveen Kumar Sobti (* 6. Dezember 1947 in Sarhali, Punjab; † 7. Februar 2022 in Neu-Delhi) war ein indischer Diskus- und Hammerwerfer. Nach seiner sportlichen Karriere wurde er Filmschauspieler und engagierte sich politisch.

## Leben

### Sport
1966 gewann er bei den British Empire and Commonwealth Games in Kingston Silber im Hammerwurf und wurde Achter im Diskuswurf. Bei den Asienspielen in Bangkok siegte er im Diskuswurf und holte Bronze im Hammerwurf.
Beim Hammerwurf der Olympischen Spiele 1968 in Mexiko-Stadt schied er in der Qualifikation aus.
1970 wurde er im Hammerwurf Fünfter bei den British Commonwealth Games in Edinburgh und verteidigte bei den Asienspielen in Bangkok seinen Titel im Diskuswurf.
Im Diskuswurf kam er bei den Olympischen Spielen 1972 in München nicht über die erste Runde hinaus. Bei den Leichtathletik-Asienmeisterschaften 1973 und bei den Asienspielen 1974 in Teheran holte er Silber. 1975 siegte er bei den Asienmeisterschaften, 1977 wurde er Sechster beim Leichtathletik-Weltcup in Düsseldorf, und 1978 wurde er Zehnter bei den Commonwealth Games in Edmonton.
1967 wurde er mit dem Arjuna Award ausgezeichnet.

### Film
Seine Filmkarriere begann 1972 mit einer kleinen Rolle in Baldev Raj Chopras Dastaan. Praveen Kumars wohl bekannteste Rolle ist die des Pandavas Bhima in Chopras 94-teiliger Fernsehserie Mahabharat (1988–1990), der umfangreichsten Verfilmung des indischen Nationalepos Mahabharata. Bis Ende der 1990er Jahre spielte er zumeist kleine Nebenrollen.

### Politik
Bei der Wahl zum Regionalparlament von Delhi 2013 kandidierte er ohne Erfolg für die Aam Aadmi Party. Ein Jahr später bereits trat er in die Bharatiya Janata Party ein.

## Persönliche Bestleistungen
- Diskuswurf: 56,74 m, 1973
- Hammerwurf: 65,76 m, 1969